# Luigi Bianchi
Luigi Bianchi (Parma, 18 de janeiro de 1856 — Pisa, 6 de junho de 1928) foi um matemático italiano.
Seu campo de estudos foi a geometria diferencial.
Estudou em Pisa, orientado por Enrico Betti e Ulisse Dini, contemporâneo de Gregorio Ricci-Curbastro. Após o doutorado em 1877, trabalhou na Universidade de Mônaco e depois em Göttingen, sob a supervisão de Felix Klein. Em 1881 foi professor na Escola Normal Superior de Pisa.
Foi palestrante convidado do Congresso Internacional de Matemáticos em Roma (1908: Sulle trasformazione di Darboux delle superficie d'area minima).

## Obras
- Lezioni di geometria differenziale, 3 volumes. Pisa, 1894, 1902, 1909
- Lezioni sulla teoria dei gruppi continui finiti di trasformazioni. Pisa, 1900
- Lezioni sulla teoria dei gruppi di sostituzioni e delle equazioni algebriche secondo Galois. Pisa, 1899
- Vorlesungen über die Theorie der kontinuierlichen Gruppen. (Italiano), 1918
- Lezioni sulla teoria delle funzioni di variabile complessa e delle funzioni ellitiche. 1916
- Lezioni di teoria del nombre algebriche. 1923